# Sankt Vith
Sankt Vith (francuski: Saint-Vith, luksemburški: Sankt Väit) je grad u istočnoj Belgiji koji se nalazi u Njemačkoj zajednici u Belgiji. Grad je nazvan po sv. Vidu. 

## Zemljopis
Sankt Vith se nalazi na prijelazu Eifela i Ardena. Uz sam grad, u općinskom području nalazi se veliki broj sela i zaselaka: Amelscheid, Andler, Atzerath, Breitfeld, Crombach, Eiterbach, Galhausen, Heuem, Hinderhausen, Hünningen, Lommersweiler, Neidingen, Neubrück, Neundorf, Niederemmels, Oberemmels, Recht, Rödgen, Rodt, Schlierbach, Schönberg, Setz, Steinebrück, Wallerode, Weppeler i Wiesenbach.

## Povijest
Grad je u prošlosti bio važno regionalno trgovačko središte, te je dobio prava grada 1350. godine. St. Vith je bio dio Luksemburga sve do poraza Napoleona. Nakon Bečkog kongresa grad je dodijeljen Pruskoj. Nakon njemačkog poraza u Prvom svjetskom ratu grad je 1925. Versajskim ugovorom pripojen Belgiji. Zbog velike prometne značajnosti, grad je bio poprište velikih bitaka u Drugom svjetskom ratu. Nakon što je bio na kraju osvojen od strane Njemačke, američke zračne snage su ga bombardirale na Božić 1944. godine, te skoro u potpunosti razrušile. U siječnju 1945., grad zauzimaju američke snage. Danas je jedina predratna građevina u St. Vithu toranj Büchel.

## Poznate osobe
- Paul Aler (1656. – 1727.), filolog i pisac
- Silvio Gesell (1862. – 1930.), ekonomist
- Robert Kohnen (* 1932.), glazbenik
- Jean Firges (* 1934.), pisac
- Heinz Heinen (* 1941.), povjesničar
- Hans Krings (* 1942.), njemački političar
- Pascal Arimont (* 1974.), belgijski političar

## Vanjske poveznice
- Službena stranica